# Ali Baba (opéra-comique)
 (mai 2022).
 (mars 2018).
Si vous disposez d'ouvrages ou d'articles de référence ou si vous connaissez des sites web de qualité traitant du thème abordé ici, merci de compléter l'article en donnant les références utiles à sa vérifiabilité et en les liant à la section « Notes et références ».
Pour les articles homonymes, voir Ali Baba.
Ali Baba est un opéra-comique en trois actes de Charles Lecocq, livret de Albert Vanloo et William Busnach, créé au Théâtre de l'Alhambra de Bruxelles le 11 novembre 1887.

## Genèse

### Source
Le conte Ali Baba et les Quarante Voleurs exterminés par une esclave est issu du corpus des Mille et Une Nuits, un vaste ensemble de contes orientaux traduits de l'arabe par Antoine Galland de 1704 à 1717.

### Contexte social
Alors que se développent au XIXe siècle la condition ouvrière, l’industrialisation des activités humaines et le commerce à grande échelle, la question de la propriété se pose avec autant d’acuité pour les fruits de la nature et les créations de l’esprit que pour les produits du travail.
Le personnage d’Ali Baba, qui connaît une large diffusion par l’édition populaire, l’illustration et le développement du grand spectacle, démontre que richesse et propriété, qui structurent la société, n’ont ni base ni valeur morale. « Je ne suis pas voleur, à moins que ce ne soit l’être que de prendre sur les voleurs » explique Ali Baba à sa femme. Aux voleurs lésés, il pourrait citer Proudhon : « La propriété, c’est le vol ! »

### Contexte théâtral
En 1822, Pixerécourt fait du conte un mélodrame « à spectacle » accompagné d’une musique d’Alexandre pour la Gaîté.
En 1833, le grand compositeur officiel Cherubini en tire pour l’Opéra de Paris son dernier ouvrage lyrique, d’esprit bouffe, composé sur un livret de Scribe et Mélesville.
En 1853 paraît au Théâtre impérial du Cirque une version en neuf tableaux des frères Cogniard avec une musique de Fessy.
En 1868, le Théâtre du Prince Impérial (future Gaîté-Lyrique) reprend le même titre, orné d’une musique de Diache.
En 1872, le Théâtre des Folies-Marigny affiche Les 400 Femmes d'Ali Baba, opéra-bouffe de Frébault avec une musique de Nibelle.

### Genèse de l'œuvre
(mai 2022).
En 1887, Charles Lecocq, William Busnach et Albert Vanloo s’emparent du sujet. Il s’agit d’en faire un de ces spectacles populaires dont ces trois auteurs ont le secret, le premier comme le compositeur d’opérette le plus renommé depuis la mort d’Offenbach en 1881, le deuxième comme directeur de salle, vaudevilliste et adaptateur de succès littéraires à la scène, le troisième comme auteur d’opérettes à succès.
Le conte est simplifié et adouci. La servante Morgiane n’est plus au service du riche Cassim mais à celui du pauvre Ali Baba, au prix d’une trouvaille : il l’a achetée enfant à un maître trop dur. Le motif, qui la rapproche de la Mignon d’Ambroise Thomas (Opéra-Comique, 1866), justifie sa mise en vente à l’acte I et le beau geste d’Ali qui, la rachetant, se nimbe d’une romantique couleur goethéenne. Aussi astucieuse que dans le conte, Morgiane gagne en sentimentalité et forme avec Ali un couple ingénu, placé face au couple grotesque Cassim/Zobéïde dans un dédoublement typique de l’opéra-comique. Plus truculents que dans la source littéraire, les voleurs sont de véritables brigands d’opérette, ce qui justifie l’abandon de la violence que le conte exploitait avec un Cassim coupé en morceaux, l’hécatombe des brigands et le meurtre final de leur chef. « Ali Baba par son librettiste Albert Vanloo » « Vaudevilliste infatigable et faiseur de revues des plus féconds, Busnach avait eu sa première pièce, Les Virtuoses du pavé, jouée en 1864, au petit théâtre des Folies-Marigny, sous la direction de l’acteur Montrouge. Puis avaient suivi, aux Bouffes, C’est pour ce soir ! et Les Petits du premier, et, aux Folies-Dramatiques, Les Gammes d’Oscar, qui avaient beaucoup réussi et l’avaient mis en évidence ; mais son principal titre de gloire était une revue, Bu… qui s’avance, dont le succès s’était prolongé au-delà de trois cents représentations. » « À ce moment, il s’était assez malencontreusement avisé d’avoir un théâtre à lui et s’était associé avec Sari pour ouvrir cette salle souterraine de l’Athénée, dont j’ai conté l’histoire. Les commencements avaient été durs et l’insuccès de la pièce d’inauguration, Malborough s’en va-t-en guerre, avait failli faire sombrer du coup les deux directeurs, plus riches d’espoir que d’argent comptant. J’entends encore Sari, après une journée de fin de mois passée à ne pas payer les créanciers qui assiégeaient la caisse, s’écrier en frappant sur l’épaule de son associé effondré : » « — Hein ? C’est beau, la lutte ! » « Par bonheur, L’Amour et son carquois et surtout Fleur de thé [de Lecocq] n’avaient pas tardé à rétablir les affaires, et, pendant deux ans, Busnach put jouer au directeur sans trop de dommage. Tout jeune débutant, j’étais allé lui porter le livret d’un Petit Poucet auquel il avait fait bon accueil, et c’est de là que datent des relations qui devaient aboutir plus tard à une collaboration assez suivie, dont il me reste même deux ou trois scénarios destinés à ne jamais voir le jour. [...…] » « Après la fin de sa direction, je l’avais à peu près perdu de vue pendant plusieurs années. De loin en loin, je le rencontrais dans un théâtre ou sur le boulevard, nous échangions quelques paroles, puis il repartait, toujours pressé et s’occupant de mille affaires à la fois. Il était, d’ailleurs, dans tout le coup de feu de ses adaptations à la scène des romans de Zola, L’Assommoir, Nana, Pot-Bouille, Germinal, Le Ventre de Paris, sans compter les revues, les à-propos et les vaudevilles qu’il ne cessait de produire avec une activité dévorante. Moi, de mon côté, je travaillais uniquement avec mon ami Eugène Leterrier et me trouvais, par suite, éloigné de toute combinaison étrangère. » « Quelques mois après que cette fidèle collaboration eût été prématurément rompue par la mort, je recevais de Busnach un mot me priant de venir causer avec lui, dans cet appartement du boulevard Clichy qu’il habita jusqu’au dernier jour, entouré d’une véritable ménagerie de chiens, d’oiseaux et de perroquets. […] »« — Mon cher, Blandin me demande pour cet hiver la revue des Menus-Plaisirs, mais je suis tellement pris que je ne pourrais m’en charger tout seul. Voulez-vous en être ? » « J’en fus donc. [...] Toute revue qui se respecte doit rappeler par son titre le fait le plus saillant, la locution à la mode ou la scie de l’année. On ne parlait à ce moment-là que du volapuk, aujourd’hui détrôné par l’espéranto. Volapuk-revue se trouvait donc tout indiqué. […] » « Tout en nous occupant de la revue, nous avions entrepris un livret d’opéra-bouffe à grand spectacle, en sept ou huit tableaux, avec ballets, Ali Baba, dont Lecocq écrivait la musique et que nous destinions à la Gaîté. Mais, quand la pièce fut terminée et que nous en parlâmes à Debruyère, il ne voulut rien savoir. Il ne jurait alors que par Audran et Planquette et, de plus, il avait, je crois bien, une vieille dent contre Busnach, à la suite d’une boutade un peu cuisante, qui datait déjà de loin, mais qu’il n’avait pas digérée. »« Le Théâtre de l'Alhambra de Bruxelles, vacant depuis longtemps, venait justement de passer aux mains d’un directeur entreprenant, Oppenheim, le mari de la chanteuse d’opérette Howey, qui avait eu son heure de célébrité au Palais-Royal et aux Variétés. Oppenheim nous proposait de nous monter immédiatement avec tout le luxe nécessaire, et Ali Baba, comme tant de succès devenus plus tard parisiens, dut se contenter de faire sa première apparition dans la capitale de la Belgique. Les principaux rôles avaient été donnés à Mmes Simon-Girard et Duparc. Du côté des hommes, Simon-Max, Mesmaeker, Chalmin, Larbaudière et le baryton Dechesne, sans compter que les danses étaient réglées par Mariquita. De façon que, si la Gaîté n’avait pas voulu de tous à Paris, nous avions, nous, fait venir la Gaîté à Bruxelles. » « La première représentation fut triomphale, mais, à la seconde, les choses faillirent tourner mal. Suivant l’usage, nous avions signé un bon de gratification pour les machinistes et les petits employés du théâtre. D’ordinaire, la répartition se fait le plus simplement du monde et sans la moindre difficulté. Cette fois, il arriva que les choristes hommes se mirent dans la tête qu’ils auraient dû être compris dans le partage et s’entendirent pour refuser de paraître en scène. C’était la grève, et ils comptaient bien rendre la représentation impossible. Mais comment faire évacuer sans désordre et sans protestations une salle archibondée ? Oppenheim résolut de jouer quand même. On fit habiller à la hâte et tant bien que mal tout ce qu’on avait sous la main de comparses et de gens de bonne volonté, pendant que, de la coulisse, tous les artistes qui n’étaient pas de la pièce, voire même [sic] des machinistes mélomanes — tout le monde l’est plus ou moins, dans ce pays — chantaient la musique, qui était heureusement, au cours des répétitions, entrée dans toutes les oreilles. Le chef d’orchestre lui-même, de son pupitre, faisait sa partie dans les ensembles, et le spectacle put ainsi arriver à sa fin sans que le désarroi fût par trop lamentable. » « D’ailleurs, le public, mis au courant pendant un entracte, s’y prêtait de la meilleure grâce. Pendant ce temps, les choristes s’étaient réunis dans quelques cafés derrière le théâtre, assez déconfits de l’insuccès de leur conjuration. Un speech bon enfant de Busnach acheva de les ramener à la raison : » « ... Voyons, mes enfants, leur dit-il, cette gratification est pour des machinistes et des employés. Vous êtes, vous, des artistes : où prenez-vous qu’on donne un pourboire à des artistes ? » « Ces simples mots, qui les flattaient dans leur amour-propre, firent merveille et, dès le lendemain, ils étaient tous à leur poste. Busnach avait prouvé, au moins une fois, qu’il aurait su « parler au peuple ». » « Ali Baba se joua cent vingt-deux fois de suite avec les recettes les plus brillantes et, quelque temps après, les Galeries Saint-Hubert en firent une reprise qui donna encore dans les quatre-vingts représentations. Depuis, il n’a cessé de se maintenir au répertoire des théâtres importants de province. Il n’y a que Paris qui continue à l’ignorer, mais il semble bien en avoir pris son parti — tout comme moi. » « Albert Vanloo, Sur le plateau, Souvenirs d'un librettiste, ch. XVI, Paris, 1913 ».

### Opérette ou opéra-comique? Le genre en question
La Troisième République est moins favorable à l’opérette que le Second Empire. Lecocq, qui en est le principal représentant, lutte pour en hausser le niveau, au risque de la confondre avec l’opéra-comique – terme dont il qualifie Ali Baba et la plupart de ses partitions. Vanloo se montre soucieux d’en faire autant : « L’opérette est dans le sang du Français né malin. Qu’est-elle sinon une autre forme, rajeunie et modifiée, des premiers opéras-comiques ? »
Le propre de l’opérette néanmoins, c’est son humour, une épice que néglige l’Opéra-Comique qui, dans les années 1880, se voue au drame vu par Massenet, Delibes, Saint-Saëns et Lalo. Mais « ceux qui disent que la musique légère insulte au grand art disent une ânerie, affirmera Lecocq en 1913. Elle a existé de tout temps sous d’autres noms et elle existera toujours. En France, on ne tuera jamais l’esprit gaulois. »
La ténacité de Lecocq lui vaut le mépris de ses amis – Bizet, Chabrier, Saint-Saëns : « Ce bon Charles, écrit ce dernier, je n’ai qu’un ennui avec lui ; celui de ne pas pouvoir admirer ses œuvres ; mais je lui fais croire que je les admire et je me réjouis quand il a du succès. » Comme tout compositeur d’opérette en effet, Lecocq fait de l’art commercial, non de l’art pour l’art, et il déplore : « Quand on fait de grandes choses qui n’ont pas de succès, on a la ressource de passer pour un génie incompris. Dans l’opérette, il faut réussir ou bien on passe pour le dernier des crétins ». C’est ainsi qu’Ali Baba, signé d’un compositeur de 55 ans au renom international, est refusé par le directeur de la Gaîté qui préfère parier sur de plus jeunes talents...

## Argument

### Acte I
Dans le grand magasin de Cassim, le commerce bat son plein, animé par des commis entreprenants. Le premier d’entre eux, Saladin, s’empresse auprès de la jolie Morgiane qui n’est pourtant que la servante du pauvre Ali Baba. Elle le repousse gentiment mais fermement. Cassim et son épouse Zobéide surviennent, en pleine dispute. Cassim refuse en effet de faire un geste pour Ali Baba : plus que le cousin de sa femme, il est leur locataire et leur créancier. Cassim a d’ailleurs demandé au cadi d'expulser Ali Baba le soir même.
Face à cette intransigeance, Ali Baba ne voit qu’une issue : le suicide. Il s’apprête à se pendre quand surgit Morgiane qui le réconforte et lui rappelle ce qu’il a fait pour elle : la racheter à un marchand d’esclaves, l’élever, la protéger.
Rasséréné, Ali Baba se remet au travail lorsqu’il est surpris par l’intrusion d’hommes patibulaires. Ce sont quarante voleurs dont le chef Kandgyar prépare un coup avec Zizi, un ancien employé de Cassim. Après leur départ, Ali Baba entre dans leur repaire grâce à la formule magique qu’il a entendue, « Sésame, ouvre-toi ».
En l’absence d’Ali Baba et devant sa bicoque, ses maigres biens sont mis en vente par le cadi Maboul, à la grande satisfaction de Cassim. Si le mobilier ne remporte guère de succès, Morgiane excite la convoitise. Ali Baba arrive juste à temps et double la mise afin de récupérer sa protégée. Il invoque un bienfaiteur discret qui lui permet de payer comptant. Cassim ne peut que soupçonner sa femme…

### Acte II
Tandis qu’Ali Baba envoie Morgiane chercher des balances pour mesurer ses biens, Zobéide vient lui rappeler le tendre sentiment qui les liait dans leur jeunesse. Cassim surprend les confidences de sa femme mais à la vue des balances, la curiosité l’emporte sur la jalousie. Après le départ du couple, Ali Baba dévoile sa fortune à Morgiane ainsi que le secret des voleurs, sans se douter que Cassim les écoute. Ali Baba part préparer une fête dans le palais qu’il vient d’acquérir tandis que Morgiane fait ses adieux à leur masure.
Cassim se précipite dans la caverne et prend littéralement un bain d’or. Mais au moment de repartir les poches pleines, la formule magique lui échappe. Les voleurs reviennent riches d’un nouveau butin et surprennent Cassim. Comme il sait leur secret, il doit mourir. Zizi sauve son ancien patron qu’il fera passer pour mort : il le grime en voleur et le baptise Casboul.

### Acte III
Devant le magasin fermé, Zobéide supplie Ali Baba de s’enquérir de son époux. Cassim rode justement en compagnie de Zizi et sous sa nouvelle identité. Il constate ainsi que Saladin le vole. Lorsqu’Ali Baba revient annoncer sa mort, Saladin se réjouit mais Zobéide au moins semble éprouver du chagrin.
Les aumônes d’Ali Baba révèlent au chef des voleurs l’origine de sa fortune car l’argent est marqué. Zizi inscrit une croix sur la porte du palais mais Morgiane, qui a surpris son geste, multiplie les croix dans la rue.
Zizi et Cassim se sont introduits à la fête d’Ali Baba. Cassim constate que sa femme offre déjà son cœur à son cousin. Convenant qu’un homme riche doit être marié, Ali Baba propose de célébrer leur mariage le soir même.
Mortifié, Cassim dénonce l’origine de la fortune d’Ali Baba aux voleurs. Le projet de mariage trouble Morgiane tandis qu’Ali Baba la regarde maintenant d’un œil neuf.
Travesti en négociant, Kandgyar vient demander à Ali Baba l’hospitalité pour lui et pour ses barils –qui dissimulent en réalité toute sa bande. Morgiane a surpris le piège et les fait arrêter par le cadi.
Seuls ont réchappé Kandgyar et Zizi qui méditent d’assassiner Ali Baba, ainsi que Cassim qui s’empresse de leur échapper. En pleine fête, Morgiane dénonce les deux derniers voleurs tandis que Cassim se révèle à Zobéide. Tandis que celle-ci intervient pour sauver leur ancien commis Zizi du châtiment qui attend les voleurs, Ali Baba peut épouser Morgiane.

## Création

### L'Alhambra de Bruxelles
Lecocq a offert à Bruxelles ses premiers chefs-d’œuvre – Les Cent Vierges, La Fille de Madame Angot et Giroflé-Girofla – et la capitale belge reste fière d’avoir lancé une carrière si brillante. L'Alhambra accueille donc Ali Baba avec empressement. Construit pour rivaliser avec les grandes scènes parisiennes, l’Alhambra a été inauguré en 1846. Son plateau et sa machinerie permettent de monter des spectacles grandioses et il peut accueillir environ 2 000 spectateurs. On le compare au Palais Garnier lorsque celui-ci ouvre ses portes en 1875. S’il ne cesse de changer de directeur, de projet et même de nom, accueillant des programmations tour à tour d’opéras et de revues, de ballets et de cirque, on y joue surtout de 1887 à 1895 de l’opérette, du drame et du music-hall. L’Alhambra connaîtra sa grande époque dans l’entre-deux guerres, recevant Chevalier, Mistinguett, Trénet, Baker, Laurel et Hardy… Fermé et négligé à partir de 1957, il a été détruit en 1977 malgré une forte mobilisation des Bruxellois.

### Première production et première distribution
Ali Baba est créé le 11 novembre 1887, dans une production luxueuse et avec une chorégraphie de l’excellente Mariquita.
Les interprètes, de premier ordre, sont pour certains venus de Paris : le baryton Dechesne pour Ali Baba, Juliette Simon-Girard (créatrice de Madame Favart et de La Fille du tambour major d’Offenbach) pour Morgiane, Mme Duparc pour Zobéide et des comiques comme Mesmaeker.
La partition, brillante, comporte 25 numéros musicaux en tous genres. Elle ne présente pas de caractère oriental car un compositeur d’opérette ne se mesure pas à Félicien David mais à Offenbach… ou à Lecocq !

### Réception
Les 122 représentations consécutives démontrent que Lecocq est parvenu au sommet de son art. « Compte rendu du Ménestrel »« Après un assez long repos, consacré sans doute à retremper ses forces un peu prodiguées, M. Charles Lecocq vient de livrer une nouvelle bataille et de remporter une nouvelle victoire. Car c'est bien réellement un succès, un très vif succès, que son Ali Baba a obtenu, à l'Alhambra, vendredi dernier. Et si je nomme en tout premier lieu, et spécialement, le musicien, c'est que non seulement il a droit de revendiquer la grosse part du triomphe, mais aussi que l'attention de tous, ici, était éveillée sur lui particulièrement. Lecocq est un peu un enfant de la Belgique, sinon de naissance, du moins d'adoption; on n'a pas oublié, en Belgique, on n'oubliera jamais que Bruxelles a vu naître La Fille de Mme Angot, et que celle-ci est partie de Bruxelles pour faire son tour du monde ; et Bruxelles est fier de M. Lecocq, tout comme s'il l'avait fait. […] »« Il faut croire que la Belgique porte bonheur à M. Lecocq ; Ali Baba vient de nous le prouver, comme nous l'avaient prouvé déjà autrefois ses glorieux aînés. Et M. Lecocq doit bien le savoir ; sinon, pourquoi aurait-il apporté à Bruxelles plutôt qu'ailleurs cet Ali Baba triomphant ? Il savait aussi, — il avait probablement appris à le savoir, — qu'à Bruxelles seulement se trouvait un directeur de théâtre disposé à monter son œuvre avec le luxe nécessaire. Ce directeur, c'est M. Oppenheim ; il a jeté l'argent par les fenêtres; il n'a rien ménagé; il a dépensé cent mille francs; il a voulu que tout : mise en scène, costumes, interprétation, fût irréprochable. Les auteurs doivent être contents. Et l'argent de M. Oppenheim sera bien vite rentré par les portes. »« MM. Vanloo et Busnach ne se sont pas mis beaucoup en frais d'imagination pour composer leur livret ; ils se sont bornés à suivre, presque pas à pas, le conte célèbre des Mille et une Nuits, en n'y changeant que ce qui était indispensable ; et ils ont eu raison, car le conte est charmant, et il intéresse à la fois les grands et les petits enfants. C'est autre chose qu'un livret d'opérette, et c'est presque un livret de féerie ; c'est mieux, dans tous les cas, parce que c'est plus simple, plus naïf et plus attachant tout ensemble. La fortune d'Ali, l'amour et le dévouement de la belle Morgiane, les tribulations de l'avare Cassim, ont amusé le public véritablement. Et pourtant, voyez la puissance des choses simples et naïves, dans cette pièce longue, sinon compliquée, il n'y a rien de ce qui a tant fait la joie du public jusqu'à présent en ce genre de pièces, ni parodies, ni scènes risquées, ni mots hasardeux ; et même, en fait d'esprit, il y en a si peu, si peu, que ce n'est pas la peine d'en parler. Tout marche cependant allègrement et joyeusement, et l'on ne s'ennuie pas un seul instant. Mais j'en reviens à M. Lecocq, dont la tâche a été singulièrement importante mais aussi singulièrement agréable. Il va sans dire que les librettistes lui ont généreusement fourni toutes les occasions possibles de placer dans des situations données et amenées, les petits chœurs, les couplets, les duettos, etc., qui sont de rigueur dans toute opérette. M. Lecocq n'a même pas évité, par-ci par-là, la banalité de ces situations ; on a tant abusé déjà, et lui-même, de patrouilles, de conspirateurs, de chansons sur la fleur d'oranger, et autres morceaux traditionnels ! Mais, même en ces rengaines, qu'il eût été cruel d'exiler d'une œuvre pareille, sans prétention à rien de révolutionnaire ni d'innové, précisément parce qu'elles sont de tradition et que le public y est habitué, M. Lecocq a su mettre une distinction de forme et d'idées, une habileté et un souci artistique tout à fait peu ordinaires, qui placent Ali Baba très au-dessus de la plupart de ses dernières productions. Il y a, en outre, dans la partition, quelques pages d'un cachet musical vraiment remarquable ; tel est, au second acte, un duo dramatique, encadrant une Chanson des Bûcherons, d'un caractère et d'une verve absolument entraînants; puis, le finale du troisième acte avec la Chanson du Muezzin, d'une exquise couleur orientale; puis encore une romance adorable, pleine de passion et de sentiment, chantée par Ali, et les très piquants Couplets du Bois d'oranger, au quatrième acte. Ces pages-là sont plus que d'un simple compositeur d'opérettes ; M. Lecocq n'a jamais passé tout à fait pour cela, mais cette fois, il s'est élevé. »« L'ensemble de la pièce, avec ces choses excellentes et ces choses distinguées, dont aucune ne détonne, est mouvementé, gracieux, agréable au possible, avec, çà et là, des accents de coloration plus vive, qui sauvent toujours de la monotonie. Ali Baba est l'œuvre d'un musicien et d'un homme de théâtre: et comme elle appartient à cette catégorie d'œuvres théâtrales que tout le monde peut comprendre et que les artistes peuvent admettre sans déroger, son succès est assuré, et le sera partout où elle ira. »« J'oubliais de vous parler du ballet ; car il y a un ballet, un grand ballet, dans Ali Baba. À vrai dire, c'est ce qu'il y a de moins réussi et ce que j'ai le moins goûté, musicalement. Mais cela permet au costumier et au maître de danse de déployer des richesses et des grâces qui, dans un spectacle comme celui-là, où les yeux doivent être caressés aussi bien que les oreilles, ont bien leur importance. Et j'ai dit déjà que, à ce point de vue comme luxe et comme somptuosité, la direction de l'Alhambra n'a pas lésiné. »« Quant à l'interprétation, elle est excellente. Mmes Duparc et Simon-Girard sont des diseuses dont le talent fin et spirituel a été, pour les auteurs, une aide précieuse ; le baryton, M. Dechesne, a fait valoir sa jolie voix et sa façon de chanter pleine de goût ; MM. Larbaudière, Simon-Max, Chalmin et le très amusant M. Mesmaeker complètent cette interprétation, dans laquelle rien ne laisse à désirer, pas même l'orchestre et les chœurs, qui ont marché avec une rare vaillance, sous la très intelligente direction de M. Lagye. »« Lucien Solvay, Le Ménestrel, 20 novembre 1887 »Ce succès se prolonge l’année suivante aux Galerie Saint-Hubert pour près de 80 soirées.
La création parisienne a lieu à l'Eden-Théâtre le 28 novembre 1889, dans une version en trois actes et neuf tableaux, avec Morlet dans le rôle-titre et Jeanne Thibault dans le rôle de Morgiane.

## Productions modernes

### Opéra-Comique, Paris, 2014
En 2014, l’Opéra-Comique programme Ali Baba pour la première fois, lors de six représentations données du 12 au 22 mai. Cette nouvelle production de l'Opéra-Comique est montée en coproduction avec l'Opéra de Rouen Haute-Normandie et le Palazzetto Bru Zane - Centre de musique romantique française.
Le spectacle est mis en scène par Arnaud Meunier et dirigé par Jean-Pierre Haeck. Ali Baba est jouée dans sa version de 1887 avec des dialogues parlés resserrés mais quasiment pas retouchés et, dans les danses, les coupures prévues par le compositeur.
- Décors : Damien Caille-Perret
- Costumes : Anne Autran Dumour
- Lumières : Nicolas Marie
- Chorégraphie : Jean-Charles Di Zazzo
- Dramaturgie : Laure Bonnet
- Distribution :
  - Tassis Christoyannis (Ali Baba)
  - Sophie Marin-Degor / Judith Fa (Morgiane)
  - Christianne Belanger (Zobéide)
  - François Rougier (Cassim)
  - Philippe Talbot (Zizi)
  - Mark Van Arsdale (Saladin)
  - Vianney Guyonnet (Kandgiar)
  - Thierry Vu Huu (Maboul et le Cadi)
- Orchestre de l'Opéra de Rouen Haute-Normandie
- Chœur accentus[2]